# ValenzanaMado SSD
Valenzana Mado Società Sportiva Dilettantistica, zkráceně jen Valenzana Mado je italský fotbalový klub hrající v sezóně 2022/23 v 6. italské fotbalové lize (Promozione) sídlící ve městě Valenza v regionu Piemont.

## Historie
Klub byl založen v roce 1906 jako Unione Sportiva Valenzana, kdy se skupina sportovců, kteří provozovali různé sporty. Po dvou letech byl do čele zvolen Dr. Vincent Gandini. První odehranou sezonu si klub zahrál až v sezoně 1913/14 v tehdejší 2. lize. V následující sezoně již byli pozváni do nejvyšší ligy, kterou hrály 4 sezony až do sezony 1921/22. Od následující sezony byl ve 2. lize a zde do roku 1925 byl brankařem Clemente Morando, který bude v budoucnu chytat i v reprezentaci. Sezona 1928/29 byla poslední sezona ve 2. lize a po její skončení se klub do roku 1948 nezúčastnil žádné soutěže. Pak se klub ocitl v regionálních soutěží a ve 4. lize se v letech 1950 až 2012 objevil na 17 sezon. V roce 2012 ohlásil bankrot, ale klub se znovu obnovil. Od sezony 2017/18 působí v nižších ligách.

## Změny názvu klubu
- 1906/07 – 1956/57 – US Valenzana (Unione Sportiva Valenzana)
- 1958/59 – 1961/62 – US Valenzana Fulvius (Unione Sportiva Valenzana Fulvius)
- 1962/63 – 2000/01 – US Valenzana (Unione Sportiva Valenzana)
- 2001/02 – 2011/12 – Valenzana Calcio (Valenzana Calcio)
- 2012/13 – ValenzanaMado SSD (ValenzanaMado Società Sportiva Dilettantistica)

## Účast v ligách
| Úroveň soutěže | Název soutěže (nynější název) | První hraná sezona | Poslední hraná sezona | celkem odehraných sezon |
| -------------- | ----------------------------- | ------------------ | --------------------- | ----------------------- |
| 1              | Serie A                       | 1914/15            | 1921/22               | 4                       |
| 2              | Serie B                       | 1922/33            | 1928/29               | 6                       |
| 3              | Serie C                       | 1926/27            | 1926/27               | 1                       |
| 4              | Serie D                       | 1950/51            | 2011/12               | 17                      |
| 5              | Eccellenza                    | 1987/88            | 2000/01               | 12                      |

## Trenéři

### Známí trenéři v klubu
- Carlo Carcano (1924–1925)
- Patrizio Sala (2002–2003)